# Congonia spinifrons
Congonia spinifrons is een hooiwagen uit de familie Assamiidae.